# Rob Garrison
Robert Scott Garrison (23 de enero de 1960 - 27 de septiembre de 2019) fue un actor estadounidense conocido por su papel de Tommy en la película de 1984 The Karate Kid y la segunda temporada de su spin-off Cobra Kai.
Garrison comenzó su carrera como actor en la década de 1970 y continuó de manera constante durante las décadas de 1980 y 1990. Actuó en Brubaker (1980), The Karate Kid (1984), The Karate Kid Part II (1986) y Iron Eagle (1986). También tuvo papeles en los programas de televisión Coach, St. En otros lugares, MacGyver y Kung Fu: The Legend Continues.

## Primeros años
Garrison nació el 23 de enero de 1960 y creció en Wheeling, Virginia Occidental.

## Carrera
Primero se involucró en la actuación en Wheeling Park High School y también tuvo un pequeño papel en Starship Invasions (1977)antes de graduarse en 1978. Luego estudió teatro en la Universidad de Ohio con una beca completa, y recibió un pequeño papel como convicto en la película de la prisión de Robert Redford, Brubaker (1980). Después de graduarse de la Universidad de Ohio en 1982, fue elegido como Tommy en la película de 1984 The Karate Kid, aunque tanto él como William Zabka probaron para el papel de Johnny Lawrence. Garrison repitió este papel durante la segunda temporada de la serie web de Netflix Cobra Kai en 2019.. Su personaje de Karate Kid, Tommy, es recordado por entregar la frase "¡Consíguele una bolsa para cadáveres, sí!" Durante los momentos finales de la pelea culminante entre Daniel LaRusso de Ralph Macchio y Johnny Lawrence de Zabka en la película original de Karate Kid. Más tarde declaró que la línea, escuchada mientras su personaje estaba fuera de la pantalla, no era parte del guion original: "Mi famosa línea, nunca dije eso mientras filmaba. Lo hice en bucle dos meses después. Estaba en la cabina de grabación con John Avildsen y dijo que necesitaba dos segundos de algo. Le dije: '¡Consígale una bolsa para cadáveres!' en el primer intento. John dijo: "Eso va a ser un clásico. Nunca serás olvidado por esa línea".
Garrison continuó su carrera como actor durante las décadas de 1980 y 1990, apareciendo en películas como The Karate Kid Part II (cameo) (1986) y Iron Eagle (1986). También tuvo papeles en los programas de televisión Coach, St. En otros lugares, MacGyver y Kung Fu: The Legend Continues.
Actuó en el vídeo musical de No More Kings de 2007 Sweep the Leg, que parodiaba a The Karate Kid, The Pledge (2011), y el cortometraje The Static estrenado en 2016. Garrison interactuó con sus seguidores a través de las redes sociales y repitió el papel de Tommy en la segunda temporada de Cobra Kai, que fue su última actuación. Un homenaje conmemorativo a Garrison precedió a los créditos en Cobra Kai temporada 3, episodio 1, "Aftermath".

## Vida personal
En una parte posterior de la vida de Garrison, actuar ya no era su trabajo a tiempo completo y estaba empleado como gerente de restaurante.

## Muerte
Garrison continuó actuando en el escenario en producciones teatrales locales en Wheeling hasta que su salud comenzó a fallar. Murió el 27 de septiembre de 2019, a la edad de 59 años. Había sido ingresado en un hospital de Virginia Occidental para el tratamiento de problemas renales y hepáticos, donde había estado hospitalizado durante un mes hasta que sus órganos dejaron de funcionar.

## Filmografía

### Películas
- 1977 Starship Invasions
- 1979 Search and Destroy
- 1979 Lost and Found
- 1980 Brubaker
- 1984 The Karate Kid
- 1984 Best Revenge
- 1986 Iron Eagle
- 1986 The Karate Kid Part II
- 1988 Human Error
- 1990 Hollywood Hot Tubs 2: Educating Crystal
- 2011 The Pledge

### Televisión
- 1986 St. Elsewhere
- 1987 MacGyver
- 1988 Tour of Duty
- 1989 Columbo
- 1990 Preparador
- 1995 Kung Fu: The Legend Continues
- 2019 Cobra Kai

### Video musical
- 2007 Sweep the Leg